# Sam Kendricks
Samuel Hathorn Kendricks, detto Sam (Oceanside, 7 settembre 1992), è un astista statunitense, campione mondiale a Londra 2017 e Doha 2019.

## Biografia
Ufficiale della riserva dell'Esercito statunitense, da dicembre 2017 è sposato con Leanne Zimmer. Si mise in evidenza a livello mondiale nel 2013 saltando 5,81 m ad Austin, terminando la stagione al 9º posto nel ranking mondiale dell'anno. Nello stesso anno vinse la medaglia d'oro alle Universiadi con 5,60 m. Nel 2014 si avvicinò alla misura dell'anno prima chiudendo la stagione a 5,75 m. L'anno successivo riuscì a migliorare il record personale di 1 cm, saltando 5,82 m a Des Moines, nell'Iowa.
Il miglioramento netto giunse nel 2016 quando portò il personale a 5,92 m a Pechino, conquistando la medaglia di bronzo ai Giochi olimpici di Rio de Janeiro con la misura di 5,85 m e la medaglia d'argento ai Mondiali indoor di Portland. Nel 2017 superò per la prima volta i 6,00 m durante una gara a Sacramento, vincendo successivamente la medaglia d'oro ai Mondiali di Londra con la misura di 5,95 m. Nel 2018, dopo aver conquistato l'argento ai Mondiali indoor con 5,85 m, stabilì lo stagionale saltando 5,96 m a Parigi il 30 giugno. Concluse la stagione con la vittoria in Coppa continentale, nuovamente con la misura di 5,85 m.
Il 27 luglio 2019, a Des Moines, stabilì il nuovo record nord-centroamericano di salto con l'asta, con la misura di 6,06 m. Il 1º ottobre, ai Mondiali di Doha, vinse il suo secondo titolo mondiale outdoor con 5,97 m, precedendo lo svedese Armand Duplantis e il polacco Piotr Lisek. Si è qualificato ai Giochi olimpici di Tokyo 2020, ma non ha potuto gareggiare poiché il 29 luglio 2021, pochi giorni prima dell'inizio delle gare di atletica, è risultato positivo al test giornaliero per il COVID-19.
Nel 2024 conquista la medaglia d'argento ai mondiali indoor di Glasgow ed alle Olimpiadi di Parigi, in entrambi i casi alle spalle di Armand Duplantis.

## Palmarès
| Anno | Manifestazione  | Sede           | Evento           | Risultato | Prestazione | Note                                     |
| ---- | --------------- | -------------- | ---------------- | --------- | ----------- | ---------------------------------------- |
| 2013 | Universiadi     | Kazan'         | Salto con l'asta | Oro       | 5,60 m      |                                          |
| 2015 | Mondiali        | Pechino        | Salto con l'asta | 9º        | 5,65 m      |                                          |
| 2016 | Mondiali indoor | Portland       | Salto con l'asta | Argento   | 5,80 m      |                                          |
| 2016 | Giochi olimpici | Rio de Janeiro | Salto con l'asta | Bronzo    | 5,85 m      |                                          |
| 2017 | Mondiali        | Londra         | Salto con l'asta | Oro       | 5,95 m      |                                          |
| 2018 | Mondiali indoor | Birmingham     | Salto con l'asta | Argento   | 5,85 m      |                                          |
| 2019 | Mondiali        | Doha           | Salto con l'asta | Oro       | 5,97 m      |                                          |
| 2024 | Mondiali indoor | Glasgow        | Salto con l'asta | Argento   | 5,90 m      |                                          |
| 2024 | Giochi olimpici | Parigi         | Salto con l'asta | Argento   | 5,95 m      | Miglior prestazione personale stagionale |
| 2025 | Mondiali indoor | Nanchino       | Salto con l'asta | Bronzo    | 5,90 m      | Miglior prestazione personale stagionale |

## Altre competizioni internazionali
2017
- Oro al DécaNation ( Angers), salto con l'asta - 5,75 m
- Vincitore della Diamond League nella specialità del salto con l'asta

2018
- Oro in Coppa continentale ( Ostrava), salto con l'asta - 5,85 m

2019
- Vincitore della Diamond League nella specialità del salto con l'asta